# Iglesia arciprestal de Santa María (Alcoy)
La iglesia arciprestal de Santa María de Alcoy (Alicante, Comunidad Valenciana, España), se empezó a construir siglo XVIII en la parte alta de la ciudad, frente al Convento de San Agustín del siglo XIII. En 1936, con el estallido de la Guerra Civil, el «Comité Revolucionario» acordó la demolición del templo, realizada en 1937, perdiéndose casi todo el patrimonio pictórico de sus muros. La reconstrucción se inicia en 1940 y en 1955 se bendice la nueva iglesia, sobre el solar donde se levantaba el antiguo templo imitando su fisonomía original y usando los restos de planta de la anterior.

## Historia
A partir del año 1256, fecha fundacional de la ciudad de Alcoy, la villa fue creciendo tras su recinto amurallado. Lo que no era más que unas alquerías diseminadas, pasó a convertirse en un núcleo fortificado dominado por un castillo situado en la zona de la actual plaza de España y plaza de Dins.
En este contexto, en la zona de las calles Virgen María y San Miguel se construyó el primitivo templo de Santa María (hoy en día conocido como antiguo edificio del hospital), que en su historia ha albergado un cuartel de la guardia civil, la escuela de artes y oficios, entre otros y futura sede del palacio de justicia que conserva restos románicos consideradas entre las más meridionales de la península ibérica.
En las primeras décadas del siglo XVIII se decide dotar a Alcoy de un templo de mayor capacidad y magnificencia, y se realiza su traslado a la zona más alta colindante con el convento castillo de San Agustín (siglo XIV).
El templo conoció su época de mayor esplendor a finales del siglo XIX, gracias a la gran actividad artística en la ciudad debido al mecenazgo de los grandes empresarios locales de la lana, papel o siderurgia, entre otros, que ponen a Alcoy como primera ciudad industrial del Reino de Valencia y puntera a nivel nacional. Se hizo la ampliación de la ciudad quedando de espaldas al nuevo núcleo principal de ella.
Comenzada la guerra civil española, sufre actos vandálicos y el templo pasa a ser de propiedad municipal, inexplicablemente, se decide su demolición.
Al finalizar la guerra para escarnio de los perdedores y muestra del apoyo mutuo de la iglesia y los sublevados, en plena época de carestía y de posguerra, se decide levantar un nuevo templo a semejanza del anterior. Paradójicamente su construcción junto con la del templo de San Mauro (también de grandes dimensiones) fue fuente de riqueza y de revitalización para la economía local.
Su campanario, junto con el puente de San Jorge, es el edificio más simbólico de la ciudad y ha dado nombre a una pastelería, una farmacia, una cafetería, entre otros, e incluso a una marca de aceitunas rellenas de una empresa no local.

## Emplazamiento

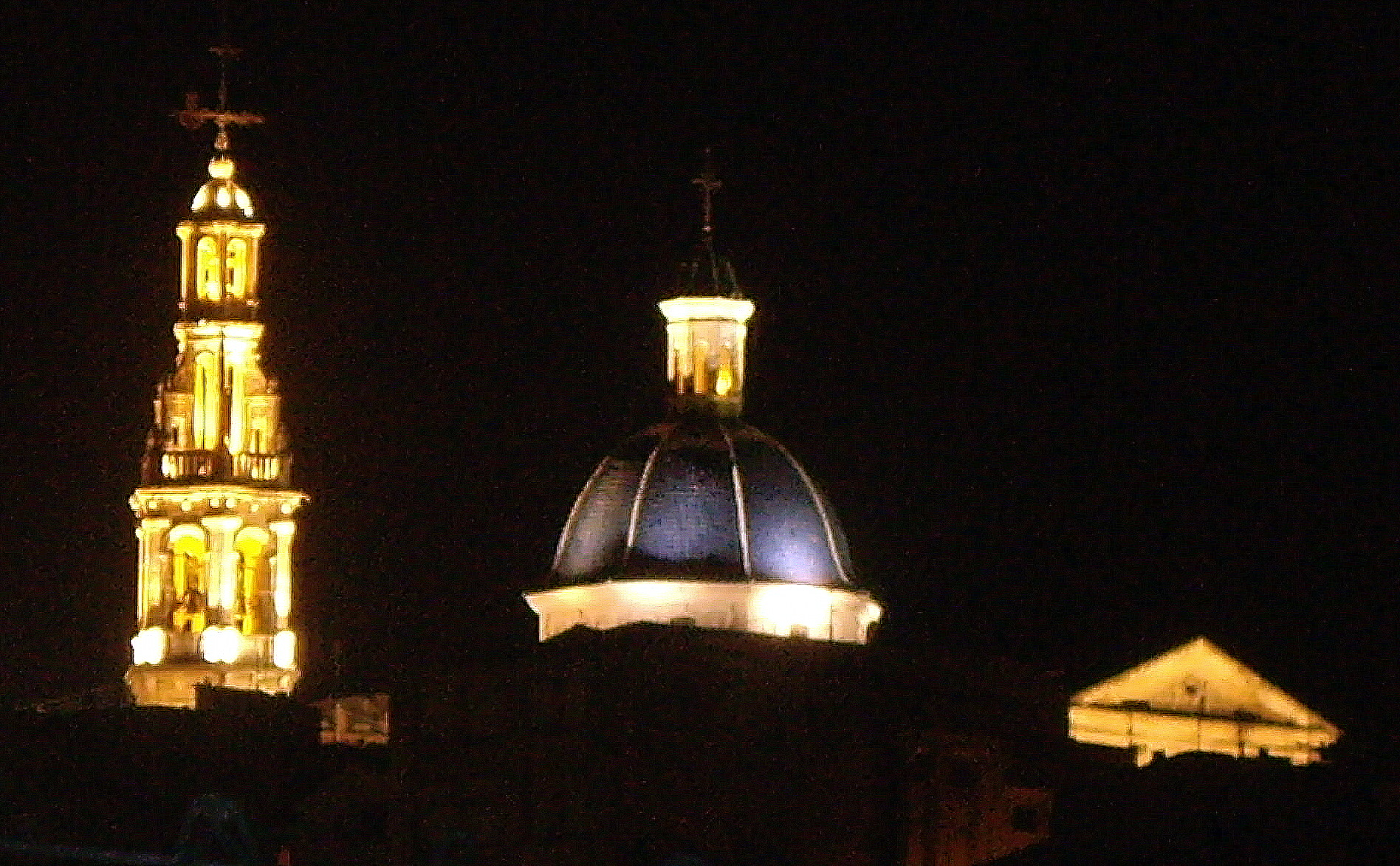
Santa María de noche.

Está situado en lo que fue la parte alta del Alcoy antiguo. Debido a los ensanches de la población ha quedado de espaldas del actual centro de Alcoy dando su fachada principal al Alcoy antiguo (Placeta del foso) mientras la fachada posterior da a la plaza de España.

## Inicios de las obras
El 19 de marzo de 1723 se acordó su construcción en reunión presidida por el sacerdote Pedro Roca bajo la invocación de la Natividad de Virgen María.
El 13 de junio de 1724 se establece el compromiso con el maestro de obras Josep Vilar, de Valencia, obligándole a edificar la parroquia y campanario de acuerdo con el plano del arquitecto Manuel Blasco, siendo su coste veinte mil libras, corriendo los materiales a cargo del maestro de obras y su traslado a pie de obra y preparación del solar a cargo de los electos (personas que debían intervenir directamente en la realización de la obra), todo esto establecido mediante acta certificada por el escribano público Vicente Pellicer.
El 27 de mayo de 1725 se coloca la primera piedra. Esta es de jade con el Escudo Real y el de la Vila, el nombre de María, el Copón con tres formas y los cuatro patrones de la época de la villa. Tras la muerte de Josep Vilar en 1750 las obras se vieron paralizadas hasta que pasan a manos del maestro Vicente Vilar. En 1759 se empezó a cubrir la bóveda de la nave central.
En 1764 se colocan los paneles de la cúpula y del campanario. Este mismo año se compran en Valencia nueve mil tejas vidriadas para la cúpula. En 1765 se construyen las diez cúpulas de las capillas laterales y desde Zaragoza se trae el alabastro para las ventanas y linternas.

## Primeras decoraciones
Las esculturas de piedra de la fachada principal eran de Tomàs Llorens, hijo del arquitecto del mismo nombre. De Vicente Leal, carpintero, las puertas exteriores y de Joaquim Verdú, tallista, el adorno y relieve del templo.
Se daba fin a la obra del edificio y decorado de la cúpula en 1767. En la cúpula figuraban las imágenes del Niño Jesús del Milagro, San Jorge, San Mauro y San Roque, San Gregorio, San Sebastián, San Antonio Abad y San Cristóbal en los medallones y en las pechinas los cuatro Evangelistas, Mateo, Marcos, Lucas y Juan. Todos pintados por el pintor Joaquim Pérez. En junio de 1768 se trasladaron las campanas de la antigua iglesia. El 22 de septiembre de 1768 el templo fue solemnemente bendecido.
En 1769 se construye el altar de San Miguel, reformado en 1779 y en 1812. Se construye un altar en la capilla de la Comunión a cargo de la cofradía de la Virgen del Rosario. En 1772 se realiza un retablo para el Nazareno, en 1774 el retablo de San Francisco de Sales y San Simón (más tarde San Jorge y San Francisco de Sales). En 1778 se acaba el altar de San Judas Tadeo, y se realiza el altar de la Virgen del Pilar. Tambiçén la cofradía de la Virgen del Sufragio y de las Ánimas del Purgatorio acaba una capilla.
Transcurrieron treinta y un años para poder realizar las obras de la altar mayor y el órgano. Ante la falta de fondos y diversas peticiones al Fiscal del Consejo de España, para poder realizar colectas como medio para conseguir sufragar los costes ya que éstas estaban prohibidas. En los primeros años se improvisó un retablo con unos lienzos pintados y el culto era acompañado por un órgano portátil.
El 3 de octubre de 1803 se puso la primera piedra del tabernáculo, siendo finalizado a finales del año 1812 junto con las pinturas del presbiterio en plena ocupación francesa. El arquitecto fue Juan Carbonell; la parte de talla estuvo a cargo de José y Francisco Pérez encargándose Joaquín Oliet de los lienzos murales y los frescos de la bóveda y de la cabecera, las estatuas las realizó Robert Albors; tallista, Ignacio Castillo; Miquel Nebot, marmolista y Pascual Gisbert, carpintero.

## Incendio y primera reconstrucción

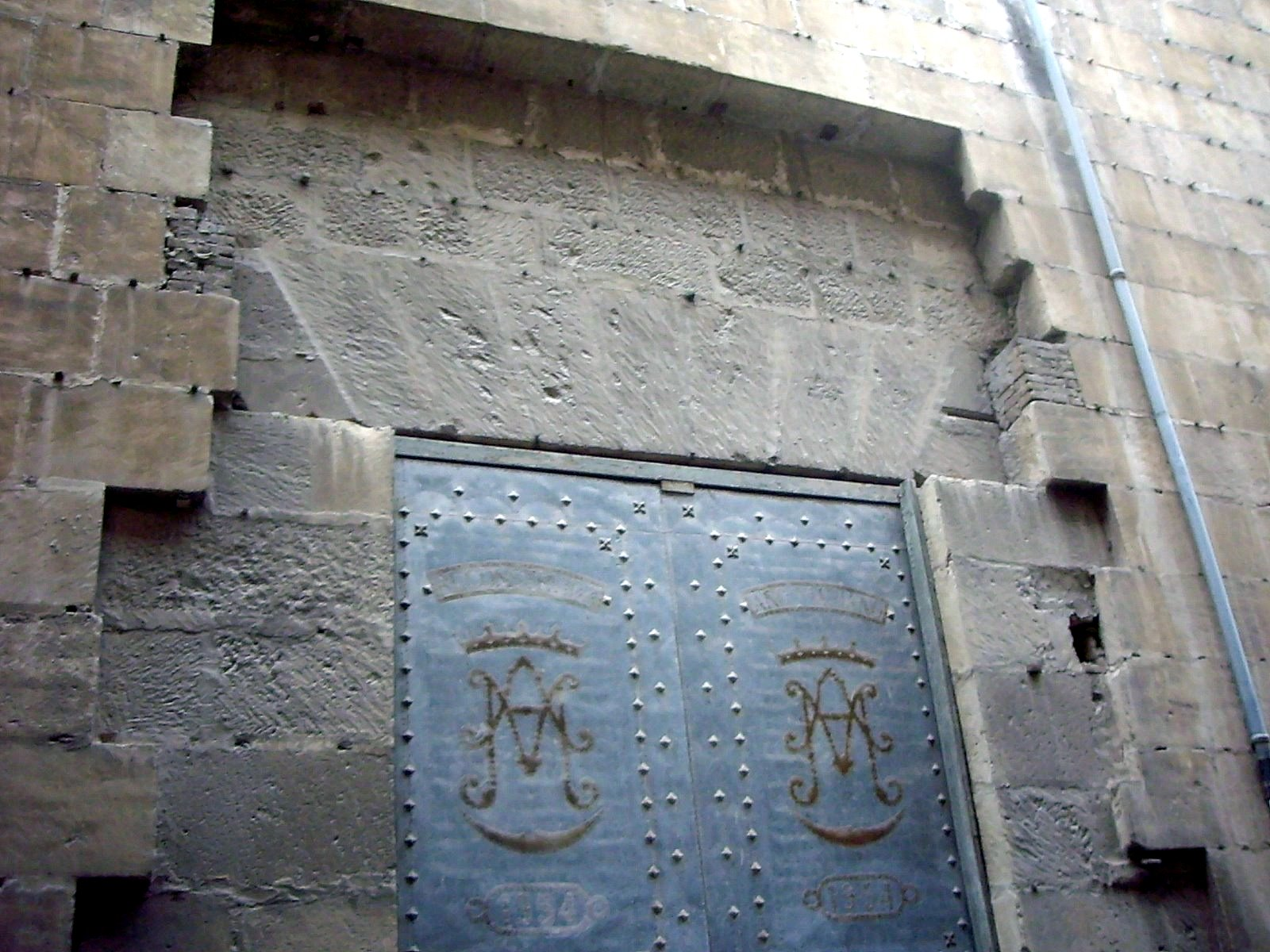
Espacio reservado para decoración de una de las puertas laterales.

La noche del 22 de agosto de 1880, el altar de San Judas Tadeo sufre un incendio que lo carboniza completamente, destruye completamente el decorado del templo y enegrece gran parte de los muros. Hasta el año 1887 (año en que empiezan a desprenderse los adornos de la cúpula) no se inician las obras de restauración debido al cólera (véase: Pandemias de cólera en España) y a la crisis económica. En agosto de 1887 Francisco Laporta Valor inicia al óleo la apoteosis de la Santísima Virgen que concluyó en 1890 y perduró hasta 1937 en la cúpula de la iglesia.
En 1898 se decide que el resto de la restauración sea realizado por Joaquín Arnau, Académico de la de Bellas Artes de Valencia. El proyecto plantea hacer del templo un ejemplar arquitectónico, de la orden compuesta y estilo neo-renacentista. Se eliminan todos los elementos churriguerescos. Se cambia la estructura de los pedestales y se extiende las pilastras. El estuco empleado utilizaba una combinación de blanco, rosa y azul. Se inician los trabajos el 18 de junio de 1899 en la parte del crucero del lado del Evangelio, que finalizan el 30 de septiembre de 1900. Arturo Mélida y Alinari pintó frescos sobre asuntos religiosos alcoyanos y los misterios y símbolos de la Santísima Virgen titular del templo. En un muro lateral San Jorge presentado ante Diocleciano para ser sentenciado a muerte y en el otro San Jorge sobre los muros de Alcoy. En la nave central, en el mismo año, se acaban tres frescos uno del Niño Jesús del Milagro , San Jorge en las dos lunetas, y en el centro Jesús con los Doctores de la ley .< ref> Relato del Evangelio según San Lucas (Lc 2,41-52)</ ref>
En el octubre de 1900 se inició la restauración del crucero del lado de la Epístola, que concluyó en los inicios de 1902. En los muros laterales El Hallazgo del Santísimo Sacramento y la aparición de la Virgen en los lirios del Carrascal. También Beato Juan de Ribera y San Luis Beltran en los lunetos, en las enjutas,  Débora y Jael  y en el centro de la bóveda  las bodas de Caná.
A finales de 1902 se acaba la parte central del crucero, las pechinas son repintadas al fresco con las pinturas de los cuatro evangelistas conservando el diseño original de Juan Pérez. Al poco tiempo muere Arturo Mélida. La continuación de las obras es encargada a Francisco Laporta Valor que pintó en las enjutas del muro testero del presbiterio a Abigaíl frente al rey David y Rut en el campo de Booz.
En 1904 se acaban los trabajos de pintura, dorado y estucado de los tres tramos que quedaban de la nave central. En el cuadro del centro del segundo tramo el nacimiento del Niño Jesús, en las lunetas San Mauro mártir y San Gregorio. En el tercer tramo, La Anunciación, San Roque y San Sebastián en las lunetas. En el cuarto tramo en el centro un óleo de Fernando Cabrera representando La Sagrada Familia y en las lunetas San Cristóbal mártir y San Antonio Abad. En la techumbre del coro del órgano Francisco Laporta pintó gratis tres frescos, en el centro una alegoría de la Eucaristía, a un lado Moisés recibiendo las tablas de la ley y a al otro la visión apocalíptica de los 24 ancianos adorando el cordero.
Simultáneamente se trasladó el órgano quedando así expeditas las naves laterales, (se sobreentiende que el órgano se encontraba a un lado del crucero y fue subido al coro) se colocaron vidrieras en la nave central con figuras de la Virgen, en el crucero con los Ángeles Tutelares de Alcoy y del reino de Valencia, y en el presbiterio las imágenes de los Sagrados Corazones y se recompone el tejado de la cúpula y se coloca el pararrayos.
En 1912 es restaura el templete. También se decoran con mármol y bronce los pilastras con aportaciones particulares de alcoyanos de clase acomodada. En 1915 se inician las obras de la fachada de la plaza de la Constitución (España). En 1916 se traslada el reloj al campanario. En 1921 se restaura la capilla de la Comisión. En 1924 se inicia la construcción de una torre paralela al campanario. En 1925 se inician nuevamente obras en la fachada posterior.

## Guerra civil española

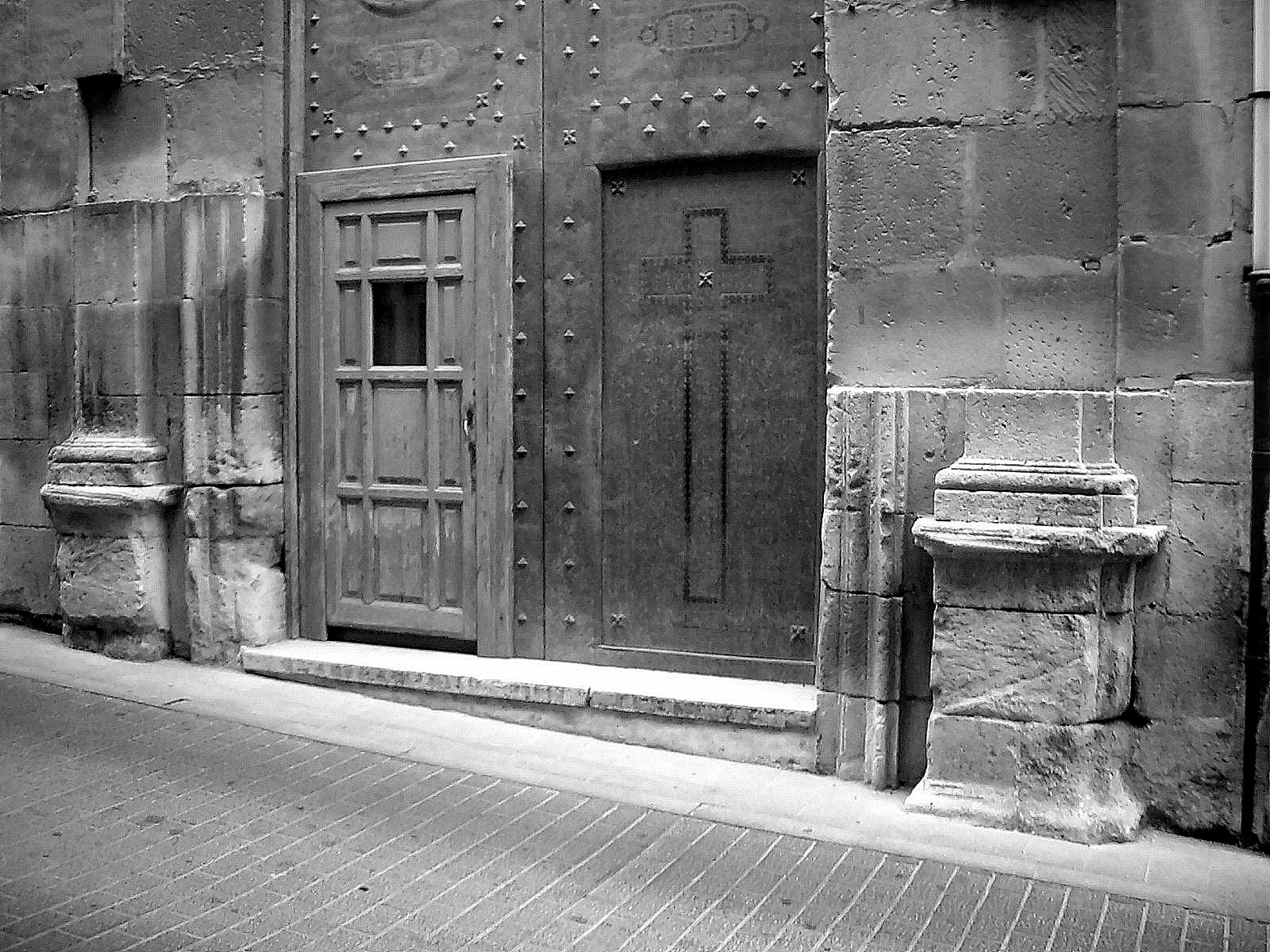
Se pùede ver la línea que separa los basamentos de la iglesia antigua con la nueva.

El 1 de abril de 1936 la iglesia es incendiada, al igual que las iglesias alcoyanas de San Mauro y San Agustín. En el incendio se pierde gran parte del archivo parroquial, retablos, el órgano, etc, además de pasar el templo a formar parte del patrimonio del ayuntamiento de Alcoy.
Durante el año 1936 el «Comité Revolucionario» acuerda la demolición del templo parroquial de Santa María, que es realizada en 1937, piedra a piedra, perdiéndose casi todo el patrimonio pictórico de sus muros. El campanar y la torre de la iglesia se desmontaron con andamios. El 4 de mayo de 1937 se inaugura el nuevo reloj de la Casa Consistorial que antiguamente estaba ubicado en el campanario de Santa María. Los sillares del templo son utilizados para la construcción de la piscina municipal de Alcoy.

## Segunda reconstrucción

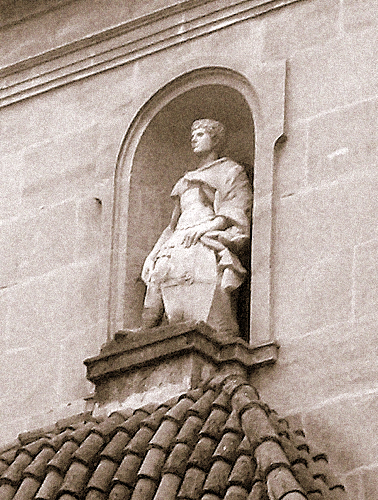
San Jorge en la fachada principal de Santa María de Alcoy.

Al terminar la guerra civil surge la voluntad de una parte importante de la población de reconstruir las iglesias alcoyanas que habían sido derribadas y de construir un templo exactamente igual al asolado durante la contienda. Se constituirá una comisión a tal efecto y en el caso de la iglesia de Santa Mária su reconstrucción será sufragada en un 78% por subscripción popular, subscripción que se llevó a cabo durante años, hasta alcanzar fondos suficientes para poder finalizar las obras. El resto de fondos fueron aportados por el ayuntamiento franquista así como por la archidiócesis de Valencia. 
La reconstrucción, iniciada en 1942, correrá a cargo del arquitecto municipal de Alcoy, Roque Monllor Boronat con la colaboración inicial de otros dos arquitectos alcoyanos, Vicente Valls Gadea y Pablo Soler Lluch, que solo intervinieron en el diseño inicial del proyecto.
El 3 de abril de 1940 se coloca la primera piedra de la nueva parroquia de Santa María. El 19 de mayo de 1955 se bendice el reconstruido templo de Santa María sobre el solar donde se levantaba el antiguo templo del siglo XVIII imitando su fisonomía original y usando los restos de planta de la anterior.
En la actualidad se pueden admirar pinturas murales de Ramón Castañer en el techo del presbiterio, un San Jorge en la fachada principal así como una vidriera representando a San Jorge diseñada por el artista local Rafael Guarinos.
En la Capilla de la Comunión se conserva una tabla gótica con la iconografía de la Virgen de Gracia, atribuida a Jacomart, y otras tablas que representan misterios del Rosario, de Cristóbal Llorens.

## Nuevas campanas
El 29 de marzo de 1955 el obispo auxiliar de Valencia Jacinto Argaya bendijo las nuevas campanas que sustituían a las fundidas en junio de 1937. Se utilizan dos campanas antiguas y se funde un nuevo juego de campanas en Valencia de cinco campanas, dos de ellas recompuestas en la actualidad:
Cúpula del campanario
- De quarts: año 1861, diámetro 91 cm, 436 kg.
- D'hores: año 1861, diámetro 120cm, 1001 kg.

Sala de Campanas
- Campana Major: Santa Maria, fundidor Salvador Manclús (Valencia]), año 1954, diámetro 147 cm, 1839 kg.
- Segona: Crist Rei i La Mare de Déu del Pilar, fundidor Roses (Atzeneta d'Albaida), año 1961, diámetro 118 cm, 951 kg.
- Tercera: Sant Josep fonedor Roses, año 1972, diámetro 111 cm, 792 kg.
- Quarta: Sant Jordi Màrtir, fonedor Salvador Manclús (València), año 1954, diámetro 105 cm, 670 kg.
- Quinta: Sant Maur, fundidor Salvador Manclús (Valencia), año 1954, diámetro 93 cm, 466 kg.
- Sexta: Maria Xicoteta, fundidor Salvador Manclús (Valencia), año 1954, diámetro 80 cm, 296 kg.[13]

Estos datos difieren bastante de los dados por José M. Santacreu Soler en el artículo Introducción a la historia de las campanas de la actual parroquia de Santa María en la Revista de Festes de la Asociación de Sant Jordi de 1983.

## Pinturas murales de Ramón Castañer
En 1956 el arquitecto Roque Monllor propone a Ramón Castañer la restauración de dos cuadros del pintor Joaquín Oliet Cruella provenientes del anterior templo así como la pintura mural y la ornamentación del presbiterio.
La representación consta de tres paredes y cuatro lunetas laterales en el ábside y un gran rectángulo en el centro. En el frontal el Nacimiento de la Virgen con dos ángeles. A continuación, siguiendo los vacíos, la Presentación, la Anunciación, la Visitación, el nacimiento de Jesús y en el techo la Asunción de la Virgen de 9 x 6 metros.
En el tema de La Asunción, aparecen en el cielo gran cantidad de ángeles, rubios, morenos, negros que representan la universalidad de la Iglesia. La Virgen alza los brazos para recibir el Espíritu Santo. En el centro se encuentra Pío XII promulgando el dogma de la Asunción junto con el colegio cardenalicio en una gran balaustrada en perspectiva aérea, bajo el dosel pétreo de un arco con el escudo papal. En un lateral el retrato del cura de la parroquia D. Manuel Llopis y el acólito. Completan ese lateral los retratos de Ramón Castañer y su esposa Pepa Botella; Tono Aracil y Julia Juan, Salvador Pastor y Amalia Morant, Antonio Revert y Lolín Romano; Manuel Castañer y Marina Segura (padres del pintor) así como Rafael Botella y Concepción Seguí (padres de Pepa). En el lateral izquierdo las monjas de San Vicente de Paúl, las Carmelitas y los Franciscanos, (colegios religiosos de Alcoy).
En el panel de la Natividad de la Virgen, con contornos casi geométricos y formas casi cubistas el cuerpo de Santa Ana en la cama y San Joaquín en pie forman el conjunto espacial. Componen la escena el rectángulo de la cama y los pliegues duros de una cortina sobre la que descansan unos palomas. En primer término las parteras, la Virgen diminuta y la «niña que mira» muy presente en muchas obras de Castañer, como un índice que señala al espectador y que salva la rigidez de la obra. En el muro dos ángeles. Uno de espalda con un incensario y un gráfico que reza Sic amica mea inter filias, el otro de pie, con la cabeza de perfil y una tabla donde se lee Sicut lilium inter spinas.
En las lunetas laterales. La primera por la izquierda, la Virgen pequeña y sus padres detrás, un arco que simboliza el templo y unos cipreses al fondo. Tonos suaves, violetas, rosas, azules que contrastan con el vestido blanco de la Virgen. En la parte superior unos ángeles juegan con sus formas, con planos, espacios, pliegues de sus ropas y triángulos de sus alas.
El segundo exterior, representa la Anunciación, de tipo vidriera. Una conjugación de azules en todas sus gamas de planos y claroscuros. A la izquierda,La Visitación en tonos calientes, ocres, bermellones y carmines. Santa Isabel en lo alto de una escalera y La Virgen ascendiendo. Rematan la escena unos ángeles trapezoidales. En la última luneta,el nacimiento del Nazaret. Tonos oscuros, luces muy tenues y ángeles músicos.